# Jeanne d'Arc prisonnière à Rouen
Jeanne d'Arc prisonnière à Rouen est un tableau peint par Pierre Révoil en 1819. 
Il est conservé au musée des beaux-arts de Rouen. En 2014, il est prêté au Musée des beaux-arts de Lyon dans le cadre de l'exposition L'invention du Passé. Histoires de cœur et d'épée 1802-1850.

## Ouvrages de référence
- L'Invention du Passé. Histoires de cœur et d'épée en Europe 1802-1850, t. 2, Paris, Musée des Beaux-Arts de Lyon - Hazan, 2014, 320 p. (ISBN 978-2-7541-0760-0, BNF 43829187)
- Marie-Claude Chaudonneret, Fleury Richard et Pierre Révoil : La peinture troubadour, Paris, Arthena, 1980, 217 p. (BNF 34677529)